# Tipula (Emodotipula) tenuiloba
Tipula (Emodotipula) tenuiloba is een tweevleugelige uit de familie langpootmuggen (Tipulidae). De soort komt voor in het Palearctisch gebied.